# Christian Lattanzio
Christian Lattanzio (Plasencia, Italia, 10 de septiembre de 1971) es un entrenador de fútbol italiano. Actualmente está sin club.

## Carrera como entrenador
Christian Lattanzio nació el 10 de septiembre de 1971.Había sido entrenador asistente del Manchester City equipo juvenil, del New York City FC y OGC Nice bajo el entrenador francés Patrick Vieira, y había trabajado con otros entrenadores italianos, Fabio Capello, Gianfranco Zola, y Roberto Mancini.
El 26 de octubre de 2022, Charlotte FC anunció que Lattanzio había firmado una extensión de contrato para convertirse en el entrenador permanente del club hasta 2024, con una opción para la temporada 2025.El 8 de noviembre de 2023, fue relevado de sus funciones.
En junio de 2024, fue confirmado como entrenador del Sint-Truidense.El 5 de septiembre, fue despedido de su cargo luego de un mal comienzo de la temporada.
El 7 de octubre de 2024, asumió al frente del Shenzhen Peng City. El 7 de julio de 2025, fue relevado de su cargo por decisión del club.

## Clubes

### Como entrenador
| Club               | País           | Año       |
| ------------------ | -------------- | --------- |
| Charlotte FC       | Estados Unidos | 2022-2023 |
| Sint-Truidense     | Bélgica        | 2024      |
| Shenzhen Peng City | China          | 2024-2025 |